# ابرسدورف (نیدرزاکسن)
ابرسدورف (نیدرزاکسن) (به آلمانی: Ebersdorf) یک شهر در آلمان است که در Geestequelle واقع شده‌است. ابرسدورف ۱٬۱۰۴ نفر جمعیت دارد.